# Колиньи (коммуна)
Колиньи́ (фр. Coligny) — коммуна во Франции, находится в регионе Рона — Альпы. Департамент — Эн. Административный центр кантона Колиньи. Округ коммуны — Бурк-ан-Брес.
Код INSEE коммуны — 01108.

## География
Коммуна расположена приблизительно в 360 км к юго-востоку от Парижа, в 80 км северо-восточнее Лиона, в 22 км к северо-востоку от Бурк-ан-Бреса.
На западе коммуны протекает река Сольнан.

## Климат
Климат полуконтинентальный с холодной зимой и тёплым летом. Дожди бывают нечасто, в основном летом.

## Население
Население коммуны на 2010 год составляло 1154 человека.
| 1962 | 1968 | 1975 | 1982 | 1990 | 1999 | 2010 |
| ---- | ---- | ---- | ---- | ---- | ---- | ---- |
| 1083 | 1111 | 1077 | 1132 | 1117 | 1091 | 1154 |

## Экономика
В 2010 году среди 634 человек трудоспособного возраста (15—64 лет) 481 были экономически активными, 153 — неактивными (показатель активности — 75,9 %, в 1999 году было 72,1 %). Из 481 активных жителей работали 440 человек (237 мужчин и 203 женщины), безработных было 41 (22 мужчины и 19 женщин). Среди 153 неактивных 41 человек были учениками или студентами, 75 — пенсионерами, 37 были неактивными по другим причинам.

## Достопримечательности
- Церковь Св. Мартина (XV век). Исторический памятник с 1984 года[4]
- Мельница, построенная Клодом и Дени Пертюизе (1796 год). Не работает с 1970 года. Исторический памятник с 2005 года[5]

## Фотогалерея

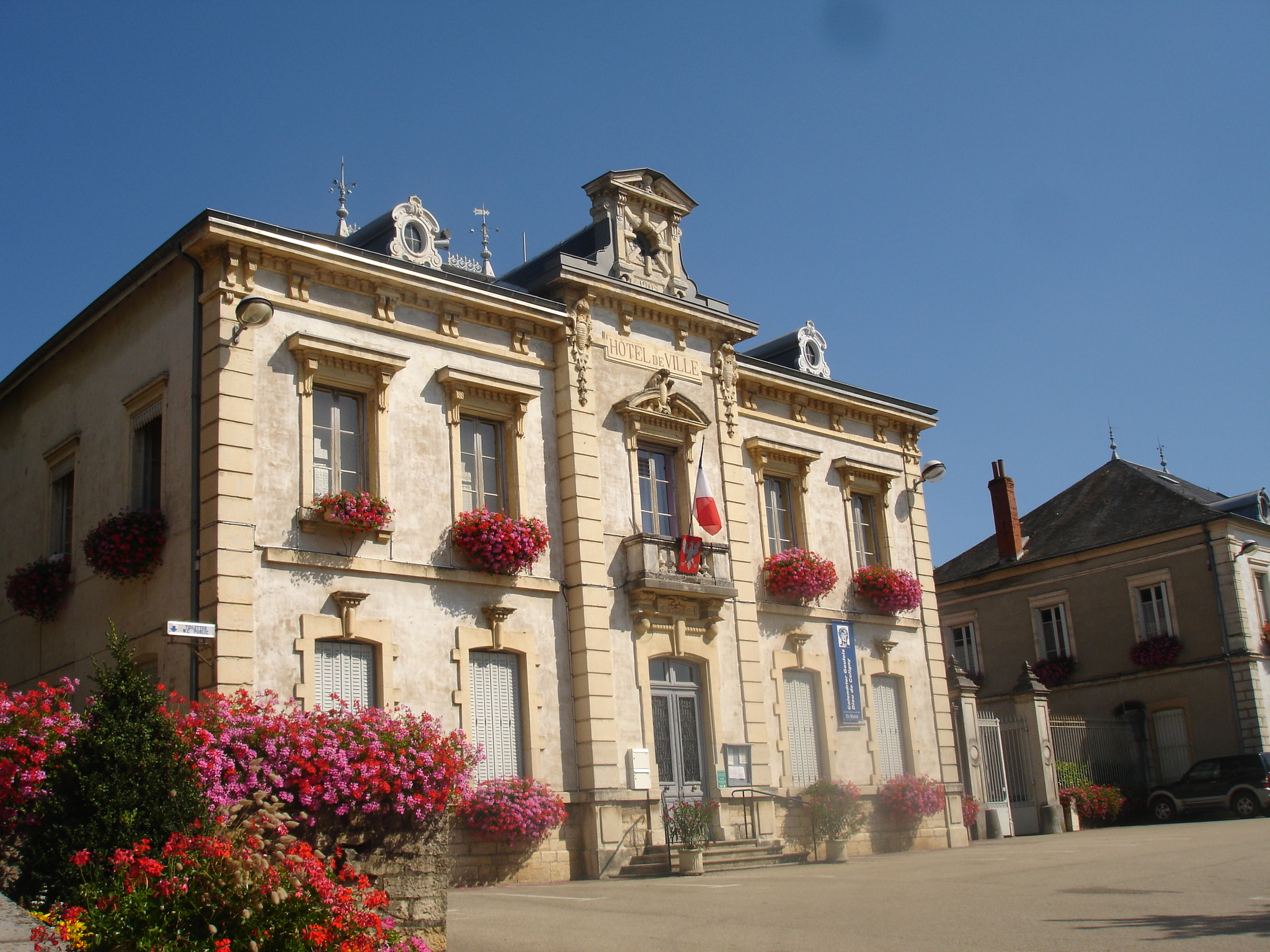
Мэрия
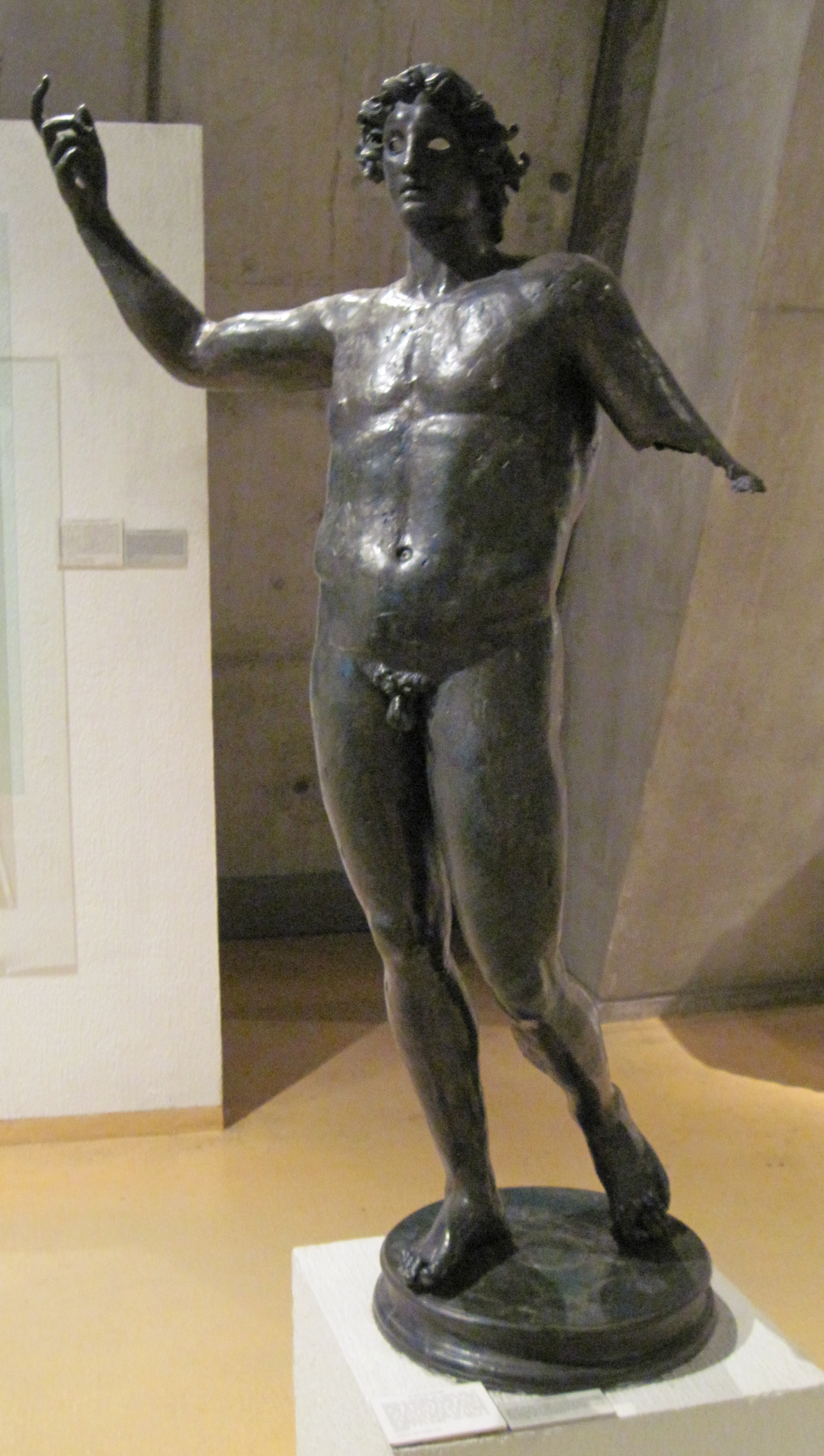
Божество Колиньи
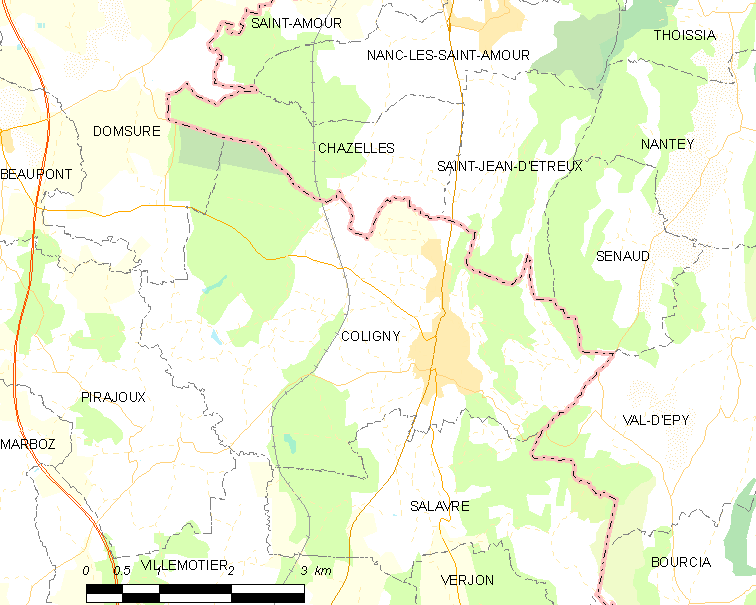
Карта коммуны